# Jeżewsko
Jeżewsko (dawniej: niem. Gesifzig) – osada w Polsce położona na Wysoczyźnie Polanowskiej, w województwie pomorskim, w powiecie bytowskim, w gminie Miastko.
Osada pofolwarczna - stanowi kilka zabudowań nad rzeką Studnicą, położonych na północny wschód od Świerzenka.
W latach 1975–1998 miejscowość administracyjnie należała do województwa słupskiego.